# Bork Rigel
Bork Rigel (né le 18 mai 1988, mort le 17 septembre 2013) est un trotteur scandinave à sang froid originaire de Norvège, par Alm Rigel et Linsi. Sa carrière en course a duré de 1991 à 2003. Sur 345 courses disputées, Bork Rigel en a gagné 168 avant sa mise à la retraite. Ses gains sont de 13 695 673 couronnes norvégiennes, soit plus que tout autre trotteur norvégien,.